# Egemen Kulaç
Egemen Kulaç (* 21. April 1992 in Kocaeli) ist ein türkischer Fußballspieler.

## Karriere
Kulaç begann mit dem Fußball in seiner Heimatstadt bei Kocaelispor. Im Alter von 17 Jahren wechselte er in die Jugend von Trabzonspor und spielte dort für die U-18 und die zweite Mannschaft.
Seinen ersten Profivertrag bekam er im Alter von 19 Jahren bei Sarıyer SK in der dritten Liga. Er wurde auf Anhieb Stammspieler und kam in zwei Jahren auf insgesamt 44 Liga- und zwei Pokaleinsätze.
Zur Saison 2013/14 wechselte Kulaç eine Liga höher zum Zweitligisten Denizlispor. Jedoch wurde der Vertrag nach nur einem Monat wieder aufgelöst.